# 饲鹤亭集方
《饲鹤亭集方》，是清朝医学家凌奂著述的医药方书。其与《医学薪传》合订出版，也称《医学薪传饲鹤亭集方合刊》。

## 概述
安吉凌咏为序，阐述明清凌氏家族世代习医，介绍《饲鹤亭集方》著述的来源是以家乡眉寿堂丸散膏丹为主，复列方药，编著与《医学薪传》合并刊行。《饲鹤亭集方》是比较重要的民间中医方书，记载大量有效的中医治疗方药，很多是凌咏行医的经验与藏书中的中医验方，在他去世后由家族子侄辈校刊行。